# Machač Murtazalijev
Machač Murtazalijev (rusky Махач Муртазалиев), (* 4. června 1984 v Chasavjurtu, Sovětský svaz) je bývalý ruský zápasník volnostylař avarské národnosti, olympijský medailista z roku 2004.

## Sportovní kariéra
Zápasit začal v 9 letech pod vedením Abdurahmana Mirzojeva v rodném Chasavjurtu. Později se pod trenérem Magomedem Gusejnovem dostal do ruské reprezentace. V roce 2004 získal jako nováček v seniorské reprezentaci nominaci na olympijské hry v Athénách na úkor Irbeka Farnijeva. Na olympijském turnaji nestačil v semifinále na Američana Jamilla Kellyho a vybojoval bronzovou olympijskou medaili.
Od roku 2007 přestoupil do velterové váhy, kterou si řadu let nárokoval fenomenální Buvajsar Sajtijev. V roce 2008 se s Buvajsarem Sajtijevem střetl ve finále nominačního turnaje (mistrovství Ruska) o olympijské hry v Pekingu. Vyrovnaný a napínavý zápas rozhodl rozdíl jednoho bodu v jeho neprospěch. Ani v dalších letech se mu nedařilo ve velteru prosadit, převážně kvůli chronickým zraněním. Potom co se nenominoval ani na olympijské hry v Londýně v roce 2012 ukončil sportovní kariéru. Věnuje se trenérské práci.

## Výsledky
| Turnaj             | 2004       | 2005       | 2006       | 2007      | 2008      |
| Turnaj             | 20         | 21         | 22         | 23        | 24        |
| Turnaj             | lehká váha | lehká váha | lehká váha | velterová | velterová |
| ------------------ | ---------- | ---------- | ---------- | --------- | --------- |
| Olympijské hry     | 3.         |            |            |           | —         |
| Mistrovství světa  |            | 1.         | 9.         | 1.        |           |
| Mistrovství Evropy | 1.         | —          | 1.         | 1.        | 1.        |